# Hosana de Mântua
Hosana  de Mântua, nascida Osanna Andreasi (Carbonarola, 17 de janeiro de 1449 — Mântua, 18 de junho de 1505), foi uma santa católica italiana no século XV.

## Vida e obras
Hosana nasceu numa família nobre da Lombardia, filha de Nicolau (Niccolò) Andreasi e Inês (Agnese) Mazzoni. Profundamente religiosa, teve experiência místicas ainda na sua infância, guardando no entanto segredo das mesmas. Aos seis anos de idade terá visto Cristo na Cruz com a coroa de espinhos, tendo na altura prometido viver apenas e só para Deus.
Por forma a poder rezar o Ofício Divino, Hosana pediu ao seu pai para aprender a ler, mas sem poder revelar a sua verdadeira motivação. Foi-lhe recusada tal pretensão, pois os seus pais entendiam que tal era um desperdício, uma vez que ela, como mulher, estaria destinada a ser esposa e a criar uma família.
Quando tinha 14 anos e soube que se estava a preparar a combinação sobre o seu casamento, foi em segredo até à Igreja dos dominicanos e  recebeu o hábito dos membros da Ordem Terceira de São Domingos. Apresentou-se em casa envergando o hábito e explicou que tinha efectuado uma promessa e que o teria de usar até ao seu cumprimento. O seu pai, como cristão piedoso aceitou tal explicação, embora passados alguns meses começasse a suspeitar das reais intenções da sua filha. Avisou-a de que não a autorizaria a entrar num convento nem a levar uma vida religiosa em casa. No entanto, gradualmente veio a aceitar que Hosana prosseguisse uma vida de penitência e prática da caridade para com os mais necessitados. Porque Hosana teve de cuidar dos seus irmãos e irmãs após a morte prematura dos seus pais, apenas passados 34 anos e somente alguns meses antes de falecer, pode cumprir finalmente os seus votos religiosos.
Uma lenda afirma que tal como sucedeu com Santa Catarina de Siena, terá aprendido a ler de forma miraculosa, ao ver escrito num as palavras "Jesus" e "Maria". Alegadamente, desde esse dia era capaz de ler todos os escritos espirituais.
Quando Hosana tinha 28 anos de idade, recebeu estigmas na sua cabeça, no lado e nos pés, embora fossem visíveis para terceiros apenas em certos dias da semana especialmente às sextas-feiras e durante a Semana Santa.
Hosana relatou a sua vida espiritual e experiências místicas ao seu biógrafo e orientador espiritual, o beneditino Jerónimo de Monte Oliveto. Hosana era uma mística que com frequência caía em êxtases quando falava de Deus e via imagens de Cristo crucificado na cruz, para além de, durante anos, subsistir sem tomar praticamente nenhum alimento.
Ajudava os pobres e serviu como directora espiritual de muita gente, gastando grande parte da fortuna da sua família para auxiliar os mais necessitados. Manifestava frequentemente a sua repulsa pela decadência e criticava a aristocracia pela ausência de moralidade. Foi amiga da beata Columba de Rieti e recebeu apoio espiritual da beata Estefânia Quinzani.
A sua casa era um autêntico centro de acção social e caritativa em benefício dos mais necessitados, bem como um local habitual de reunião e discussão sobre temas espirituais e vida da Igreja. Uma das principais causas de sofrimento de Hosana no seu tempo foi a degradação da Igreja sob o pontificado do papa Alexandre VI.
A Vida da Beata Hosana foi escrita em 1507, pouco depois da sua morte. A biografia tem um carácter de relatório detalhado das suas conversas com Hosana. Fr. Jerónimo juntou traduções em latim das 24 cartas recebidas de Hosana, acompanhadas de documentos certificando a sua autenticidade. Uma outra biografia, publicada em 1505, é da autoria do fr. Francesco Ferrari, um dos mais relevantes teólogos tomistas e que veio a ser Mestre-Geral da Ordem dos Pregadores.
Hosana morreu a 18 de junho de 1505. O seu corpo incorrupto encontra-se em exposição sob o altar de Nossa Senhora do Rosário na Catedral de Mântua, Itália. O seu culto foi confirmado pelos papas Leão X e Inocêncio XII. Foi beatificada de facto a 24 de novembro de 1694. 